# Coquelicot de Nemours
Le coquelicot est une confiserie parfumée de couleur rouge fabriqué à base de coquelicot dans la ville de Nemours, depuis 1870 .